# Žďárná
Žďárná (en allemand : Schdiarna) est une commune du district de Blansko, dans la région de Moravie-du-Sud, en République tchèque. Sa population s'élevait à 768 habitants en 2020.

## Géographie
Žďárná se trouve à 8 km ) l'est-sud-est de Boskovice, à 15 km au nord-est de Blansko, à 33 km au nord-nord-est de Brno et à 180 km à l'est-sud-est de Prague.
La commune est limitée par Velenov et Suchý au nord, par Protivanov à l'est, par Vysočany au sud, et par Ludíkov et Valchov à l'ouest.

## Histoire
La première mention écrite de la localité date de 1418.